# Otematata Fault
Die Otematata Fault ist eine rund 65 km lange geologische Verwerfung in der Region Otago auf der Südinsel von Neuseeland.

## Geographie
Die Otematata Fault verläuft ausgehend in der Nähe des Danseys-Passes, rund 20 km ostnordöstlich von Naseby, in nordwestliche Richtung bis zum südwestlichen Rand des Omarama Basin. Die Verwerfung verläuft damit parallel zur ausgeprägteren Middle Range Fault, die wenige Kilometer nordöstlich verläuft.
Die Siedlung Otematata befindet sich lediglich 8 km nordwestlich und der Otematata River verläuft in seinem südlichen Teil teilweise auf der Linie der Verwerfung.

## Geologie
Die Lage der Verwerfung kommt in der Topographie gut zum Ausdruck, wie über Google Earth zu sehen ist, da südwestlich der Verwerfung markant abgegrenzte Ausbrüche von semischistischem Gestein zu finden sind. Es sieht so aus, dass die Otematata Fault  die nordwestlichen Hänge der St Cuthbert Range geprägt hat, im weiteren Verlauf aber an vielen Stellen durch topographische Charakterzüge unklarer Herkunft gekennzeichnet ist. Es gibt keine endgültigen Beweise für eine Bruchkante an der Erdoberfläche. Daher wird die Verwerfung generell als „möglich“ und „nicht ausgeprägt“ bis hin zu „mäßig ausgeprägt“ klassifiziert.
Da es auch keine Hinweise auf Oberflächenverschiebungen in der Flussebene des Otamatapaio River gibt, wird vermutet, dass die letzte Aktivität der Verwerfung vor mehr als 18.000 Jahren stattgefunden hat.